# Поповка (Бавлинский район)
Поповка — село в Бавлинском районе Татарстана, центр Поповского сельского поселения.

## География
Располагается в бассейне реки Верхний Кандыз, в 30 км к югу от Бавлов.

## История
Основано село в 1830 году выходцами из Курской губернии.

## Население
По состоянию на 2002 год проживало 902 жителя, в их числе 60 % русских и 27 % татар. На 2013 год в селе проживали 846 человек.

## Экономика
Есть фермы, зерноток, машдвор, детский сад, школа, амбулатория, дом культуры, магазины.

## Религия
Действует Церковь Николая Чудотворца.